# Robert Troy
Robert Troy, né le 24 janvier 1982 à Mullingar, est un homme politique irlandais, membre du Fianna Fáil.
Il est Teachta Dála (TD) pour la circonscription de Longford-Westmeath depuis 2011.
De juillet 2020 à août 2022, il est ministre d'État au ministère de l'Entreprise, du Commerce et de l'Emploi, avec une responsabilité particulière pour la promotion du commerce. Il démissionne à la suite d'un scandale sur ses déclarations de propriétés.

## Biographie
Robert Troy est né à Mullingar en 1982, mais est originaire de Ballynacargy, dans le comté de Westmeath. Il fréquente l'Emper National School et est pensionnaire au St Finian's College de Mullingar, et est membre du comité du Conseil national de la jeunesse d'Irlande. Il obtient ensuite un certificat en marketing à la Dublin Business School.
Il est élu au conseil du comté de Westmeath en 2004 et réélu en 2009. Il est élu député pour la circonscription de Longford-Westmeath aux élections générales de 2011, battant les deux députés en exercice du Fianna Fáil, Peter Kelly et l'ancien ministre et chef du Seanad Mary O'Rourke.
Il est porte-parole du Fianna Fáil pour les arts et le patrimoine d'avril 2011 à juillet 2012, date à laquelle il est nommé porte-parole pour l'enfance. À la suite des élections générales de 2016, il est nommé porte-parole du Fianna Fáil pour les transports, le tourisme et le sport.
En juillet 2020, à la suite de la formation du 32e gouvernement irlandais, il est nommé ministre d'État au ministère de l'Entreprise, du Commerce et de l'Emploi avec une responsabilité particulière pour la promotion du commerce.
En août 2022, la plateforme d'information en ligne The Ditch rapporte que Troy n'a pas déclaré l'intégralité de ses intérêts commerciaux dans le registre des intérêts des membres, conformément aux obligations standard d'un député. Il aurait vendu une propriété au conseil du comté de Westmeath, dont il était auparavant membre, en 2018. Troy affirme que c'était une erreur de sa part,. Le 24 août, Troy démissionne de son poste de ministre d'État.